# European Library
The European Library (TEL) er en internet-tjeneste, som giver adgang til samlingerne hos 47 nationalbiblioteker i Europa. Samlingerne er både digitale og fysiske, og de indeholder bøger, tidsskrifter, aviser, båndoptagelser, fotografier og andre materialer. European Librarys portal er åben for gratis søgning, og den omfatter både metadataoplysninger og digitale værker, hvoraf nogen er gratis og andre er belagt med en afgift. Den overordnede ledelse af TEL ligger hos et konsortium bestående af 23 deltagende nationalbiblioteker, som alle har til opgave at vedligeholde og udvikle portalens service.

## Historie
European Librarys portal blev oprettet i et samarbejde mellem 9 nationalbiblioteker og CENL (Conference of European National Librarians), der er underlagt TELs projekt, Gateway to Europe's Knowledge. Projektet blev igangsat i 2001 og afsluttet i 2004. Det blev finansieret af Europa-Kommissionen, og de deltagende biblioteker var Finland, Italien (Firenze), Italien (Rom), Nederlandene, Portugal, Slovenien, Storbritannien, Schweiz og Tyskland.
TheEuropeanLibrary.org portalen blev søsat den 17. marts 2005 og nåede op på over 500.000 besøgende på lidt over ét år. I dag er det muligt at søge på 23 nationalbibliotekers samlinger via portalen og yderligere 21 nationalbibliotekers samlinger er tilgængelige via hyperlinks i portalen. De nationale biblioteker i Kroatien, Serbien og Østrig tilsluttede sig i juli 2005.
Nationalbibliotekerne for de 10 nye medlemmer af EU tilsluttede sig som deltagere i TELs service gennem TELMEMOR (The European Library: Modular Extensions for Mediating Online Resources) (2005 -2007). Den 1. januar 2006 blev Det Kongelige Bibliotek og nationalbibliotekerne i Estland og Letland tilsluttet konsortiet som fuldgyldige medlemmer. I juli 2006 var nationalbibliotekerne i Den Slovakiske Republik, Den Tjekkiske Republik og Ungarn parate til at offentliggøre alle deres digitale ressourcer på portalen, mens Cypern, Litauen, Malta og Polen gjorde deres materialer tilgængelige i slutningen af december 2006.
The European Library har taget yderligere skridt i retning af en udvidelse med European Digital Library (EDL-projektet). Det tilføjer digitale og andre former for materialer fra de resterende 9 EU- og EFTAmedlemslandes nationalbiblioteker, og det blev igangsat I september 2006. Deltagerlandene er Belgien, Grækenland, Island, Den Irske Republik, Liechtenstein, Luxemburg, Norge, Spanien og Sverige. Ud over at hjælpe deltagerne med at få fuldt medlemskab af TEL, koncentrerer projektet sig om flersprogethed, det er I gang med de første skridt I retning af en Europæisk Metadata-registratur, og det er ved at tilrettelægge en beslutningsproces for mulige digitaliseringsarbejder hos nationalbibliotekerne. EDL-projektet har endvidere tilrettelagt 2 workshops, som drejede sig om tekniske og politiske emner med sigfte på at få indføjet andre digitale kulturarvbaser i et europæisk digitalt bibliotek. EDL bliver finansieret af Europa-Kommissionen for og forventes at være færdig med arbejdet i løbet af 18 måneder.

## Fremtidige planer
I den nærmeste fremtid sigter TEL mod at blive den centrale adgang til alle elektroniske ressourcer hos de 47 nationalbiblioteker. Den 2. marts 2006 udsendte Europakommissionen en pressemeddelelse, der fastlog, at TEL vil komme til at skabe ’’Det europæiske digitale biblioteks’’ infrastruktur og dermed en fælles service, der giver adgang til samlingerne hos alle større, digitale kulturarvinstitutioner i Europa (biblioteker, arkiver og museer).

## Søgeredskab
TheEuropeanLibrary.org portalen bliver hele tiden tilpasset nye slutbrugere, og den afspejler væksten i antallet af deltagende nationalbiblioteker. I første omgang blev portalen oprettet på forsøgsbasis og var kun tilgængelig ved hjælp af Internet Explorer-browseren i version 6.0. Efter juni 2005 kan de besøgende også bruge TELs tjenester via Camino (Mac-brugere), Netscape, Mozilla eller Firefox browserne. Arkitekturen i TELs portal er endnu ikke kompatibel med andre browsere som Opera, Safari og Galeon. 
TheEuropeanLibrary.org portalen bliver vedligeholdt under ledelse af TELs direktør, Jill Cousins, på TELs hovedkontor, der har adresse hos det Koninklijke Bibliotheek ("Kongelige Bibliotek") i Haag. Siden marts 2007 har man kunnet overføre TELs søgefunktion ('mini bibliotek') til andre netsteder.

## Interne links
Digitalt bibliotek

## Eksterne links
- The European Library Arkiveret 2. juni 2006 hos  Wayback Machine (dette netsted kan kun findes ved hjælp af Internet Explorer, Firefox eller Mozilla/Netscape, dad et bygger på W3C-standarden for "client-side XML parsing")
- Projekt TEL-ME-MOR (The European Library: Modular Extensions for Mediating Online Resources) Arkiveret 14. marts 2007 hos  Wayback Machine
- EDL projektet Arkiveret 29. juni 2007 hos  Wayback Machine
- CENL: Conference of European National Librarians Arkiveret 29. september 2007 hos  Wayback Machine
- European Union memorandum om TEL Arkiveret 27. januar 2012 hos  Wayback Machine
- Mini Biblioteket Arkiveret 30. juni 2007 hos  Wayback Machine